# Lezginka

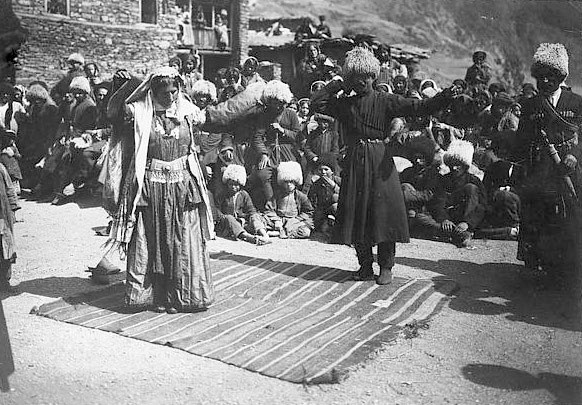
Lezginka in Dagestan 1900.

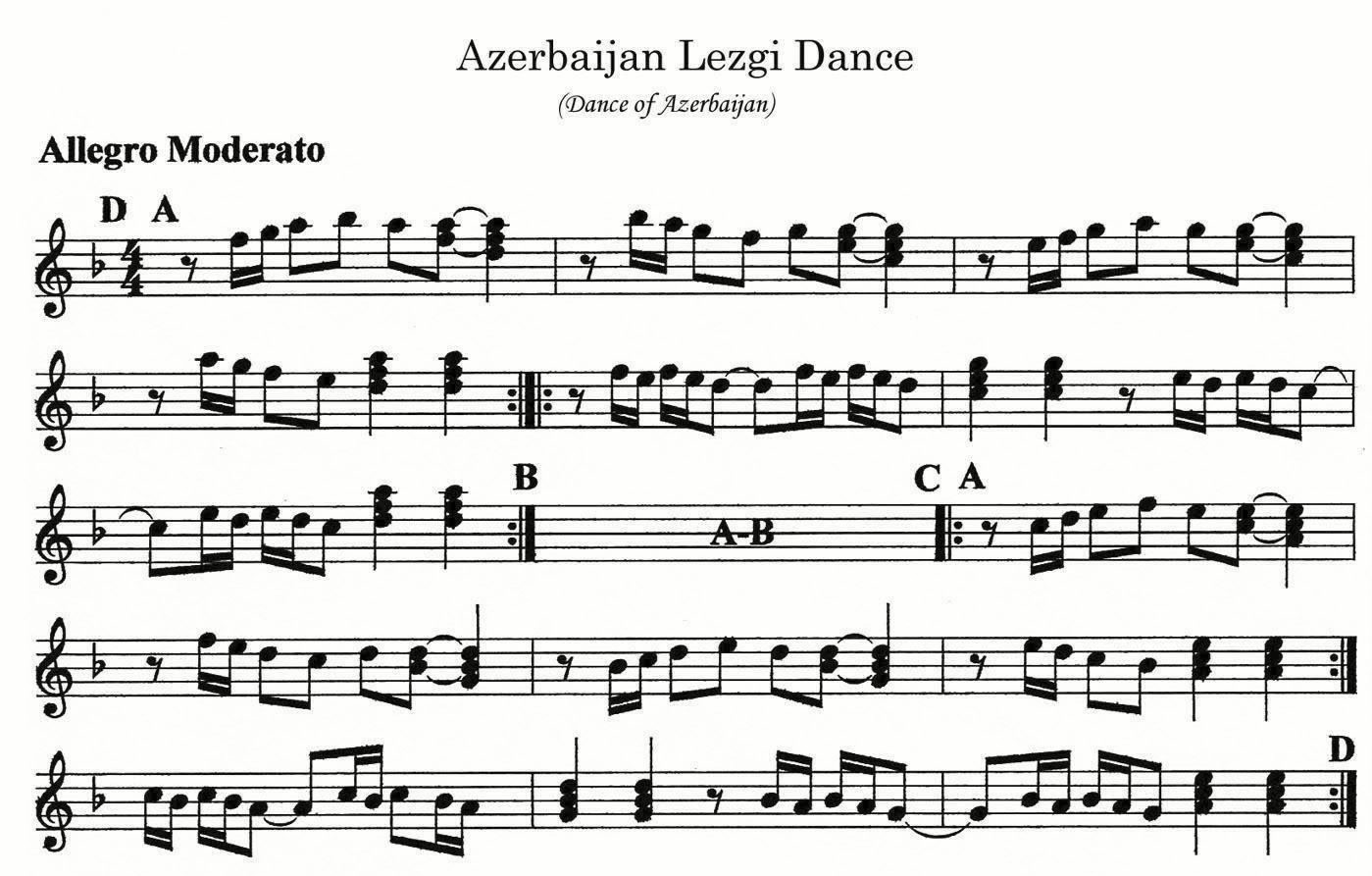
Bladmuziek van de Lezginka

De lezginka (Lezgisch: Лезги кьуьл; Russisch: лезгинка; Azerbeidzjaans: Ləzgihəngi; Ossetisch: тымбыл кафт, зилгæ кафт) is een nationale dans van een groot aantal volkeren in de Kaukasus. De dans is door de Russen genoemd naar de Lezgiërs, het eerste volk uit de Kaukasus dat zij de lezginka zagen dansen. 
Een voorbeeld er van in de klassieke muziek is die in het ballet Gayaneh van Chatsjatoerjan.   